# Treycovagnes
Treycovagnes ist eine politische Gemeinde im Distrikt Jura-Nord vaudois des Kantons Waadt in der Schweiz.

## Geographie
Treycovagnes liegt auf 457 m ü. M., 2,5 km westsüdwestlich der Bezirkshauptstadt Yverdon-les-Bains (Luftlinie). Das Strassenzeilendorf erstreckt sich leicht erhöht am Nordrand der Orbeebene und am unteren Südhang Mont de Chamblon, im Waadtländer Mittelland.
Die Fläche des 2,1 km² grossen Gemeindegebiets umfasst einen Abschnitt des nördlichen Waadtländer Mittellandes. Der Gemeindeboden erstreckt sich von der kanalisierten Thielle nordwärts über die landwirtschaftlich intensiv genutzte Orbeebene mit dem Canal Occidental und dem Mujon bis an den Südhang des Mont de Chamblon, an dem mit 510 m ü. M. der höchste Punkt von Treycovagnes erreicht wird. Von der Gemeindefläche entfielen 1997 14 % auf Siedlungen, 0,5 % auf Wald und Gehölze, 85 % auf Landwirtschaft und etwas weniger als 1 % war unproduktives Land.
Zu Treycovagnes gehören das neue Wohnquartier Champ Muraz (470 m ü. M.) am Südhang des Mont de Chamblon, die Häuser am Ostfuss des Berges und einige Einzelhöfe. Die Nachbargemeinden von Treycovagnes sind im Westen Yverdon-les-Bains, im Süden Ependes, im Südwesten Suscévaz, im Nordwesten und Norden Chamblon und im Nordnordosten Montagny-près-Yverdon.

## Wappen
Das Wappen der Stadt erinnert an den Ursprung ihres Namens „drei Tannen“, das mit drei Muscheln beladene Band gehört den Herren von Grandson.

## Bevölkerung
Mit 522 Einwohnern (Stand 31. Dezember 2023) gehört Treycovagnes zu den kleinen Gemeinden des Kantons Waadt. Von den Bewohnern sind 93,7 % französischsprachig, 2,8 % deutschsprachig und 1,5 % italienischsprachig (Stand 2000). Die Bevölkerungszahl von Treycovagnes belief sich 1900 auf 185 Einwohner. Nachdem die Bevölkerung bis 1980 auf 162 Personen leicht abgenommen hatte, wurde seither wieder eine rasante Bevölkerungszunahme mit einer Verdreifachung der Einwohnerzahl innerhalb von 20 Jahren registriert.

## Wirtschaft
Treycovagnes war bis in die zweite Hälfte des 20. Jahrhunderts ein vorwiegend durch die Landwirtschaft geprägtes Dorf. Noch heute haben der Ackerbau (insbesondere Gemüsekulturen und Zuckerrüben) und der Obstbau eine wichtige Bedeutung in der Erwerbsstruktur der Bevölkerung. Am Südhang des Mont de Chamblon gab es früher ein kleines Weinbaugebiet. Weitere Arbeitsplätze sind im lokalen Kleingewerbe und im Dienstleistungssektor vorhanden. In den letzten Jahrzehnten hat sich Treycovagnes zu einer Wohngemeinde entwickelt. Zahlreiche Erwerbstätige sind deshalb Wegpendler, die vor allem im Raum Yverdon arbeiten.

## Verkehr
Die Gemeinde ist verkehrstechnisch gut erschlossen. Sie liegt an der Hauptstrasse von Yverdon nach Orbe. Durch einen Postautokurs, der von Yverdon nach Orbe verkehrt, ist Treycovagnes an das Netz des öffentlichen Verkehrs angebunden.

## Geschichte
Das Gemeindegebiet wurde während der Römerzeit von der Römerstrasse von Eburodunum (Yverdon) nach Urba (Orbe) durchquert, Überreste aus dieser Zeit sind jedoch kaum erhalten. Die erste urkundliche Erwähnung des Ortes erfolgte 1228 unter dem Namen Trescovanes. 1364 erschien die Bezeichnung Trecovagnes und 1453 Trescovaignes.
Treycovagnes gehörte im Mittelalter zur Herrschaft Grandson. Mit der Eroberung der Waadt durch Bern im Jahr 1536 gelangte das Dorf unter die Verwaltung der Vogtei Yverdon. Nach dem Zusammenbruch des Ancien Régime gehörte Treycovagnes von 1798 bis 1803 während der Helvetik zum Kanton Léman, der anschliessend mit der Inkraftsetzung der Mediationsverfassung im Kanton Waadt aufging. 1798 wurde es dem Bezirk Yverdon zugeteilt.

## Sehenswürdigkeiten
Im alten Ortskern sind einige typische Bauernhäuser aus dem 17. bis 19. Jahrhundert erhalten. Treycovagnes besitzt keine eigene Kirche, es gehört zur Pfarrei Yverdon-les-Bains.

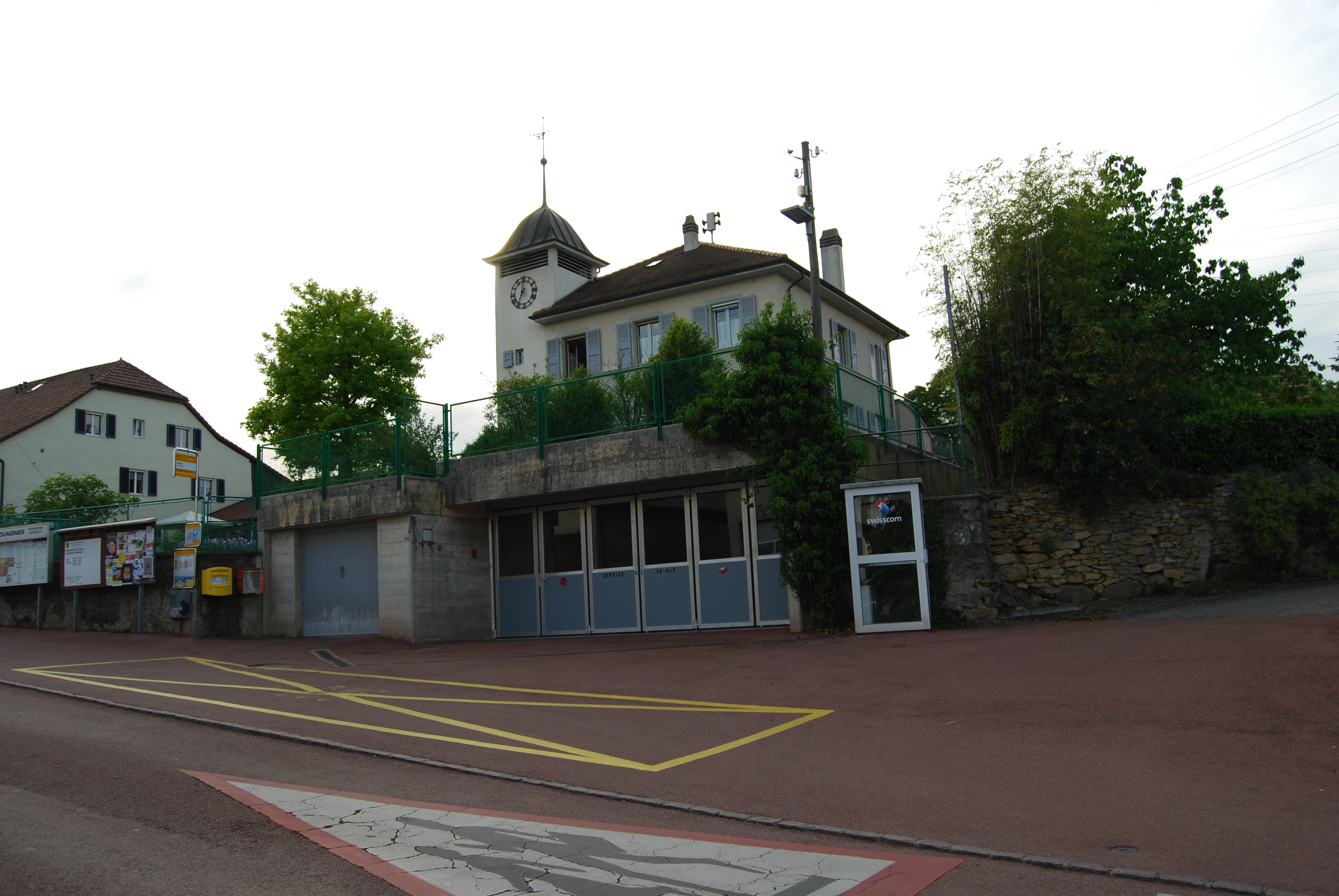
Schule
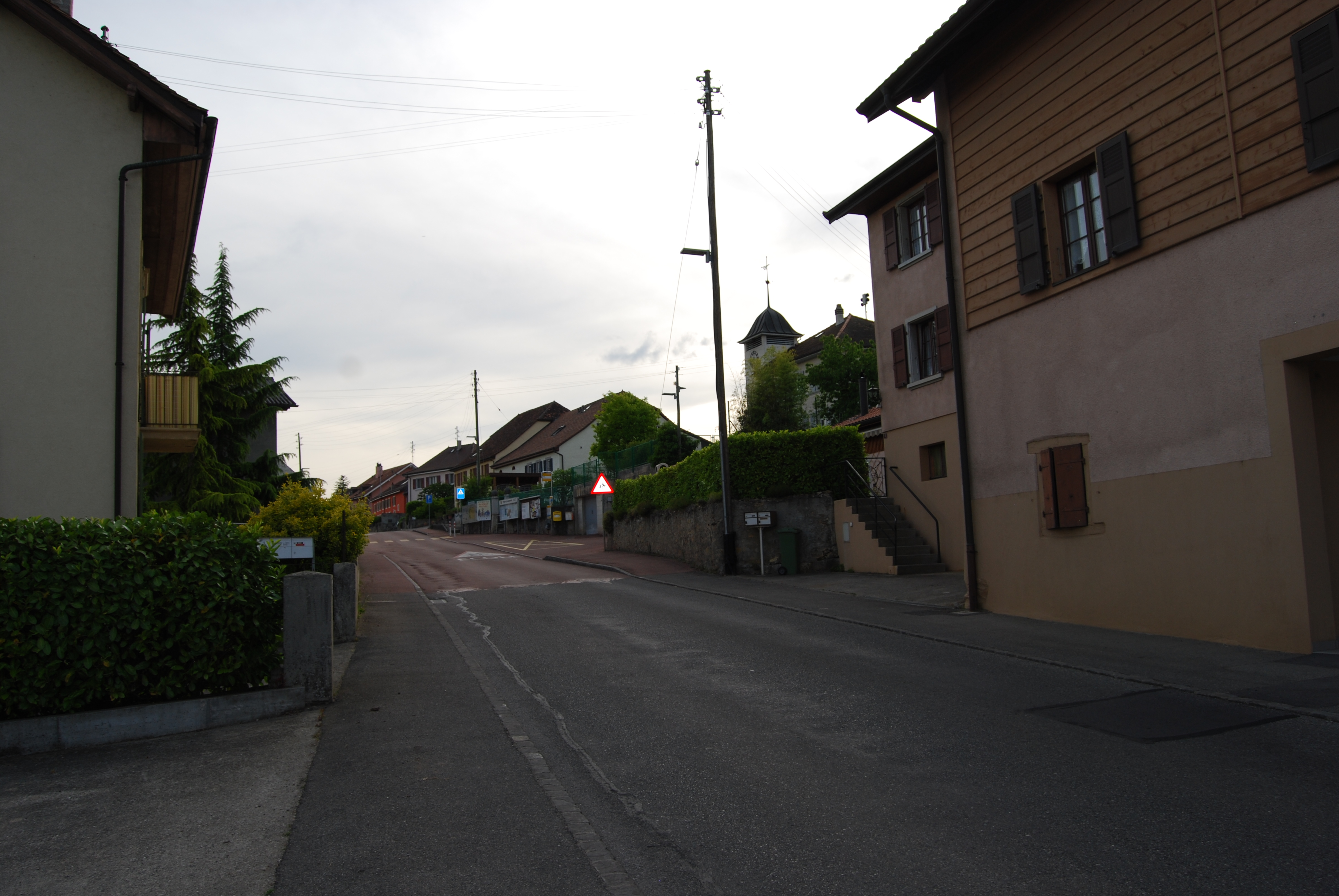
Dorfzentrum
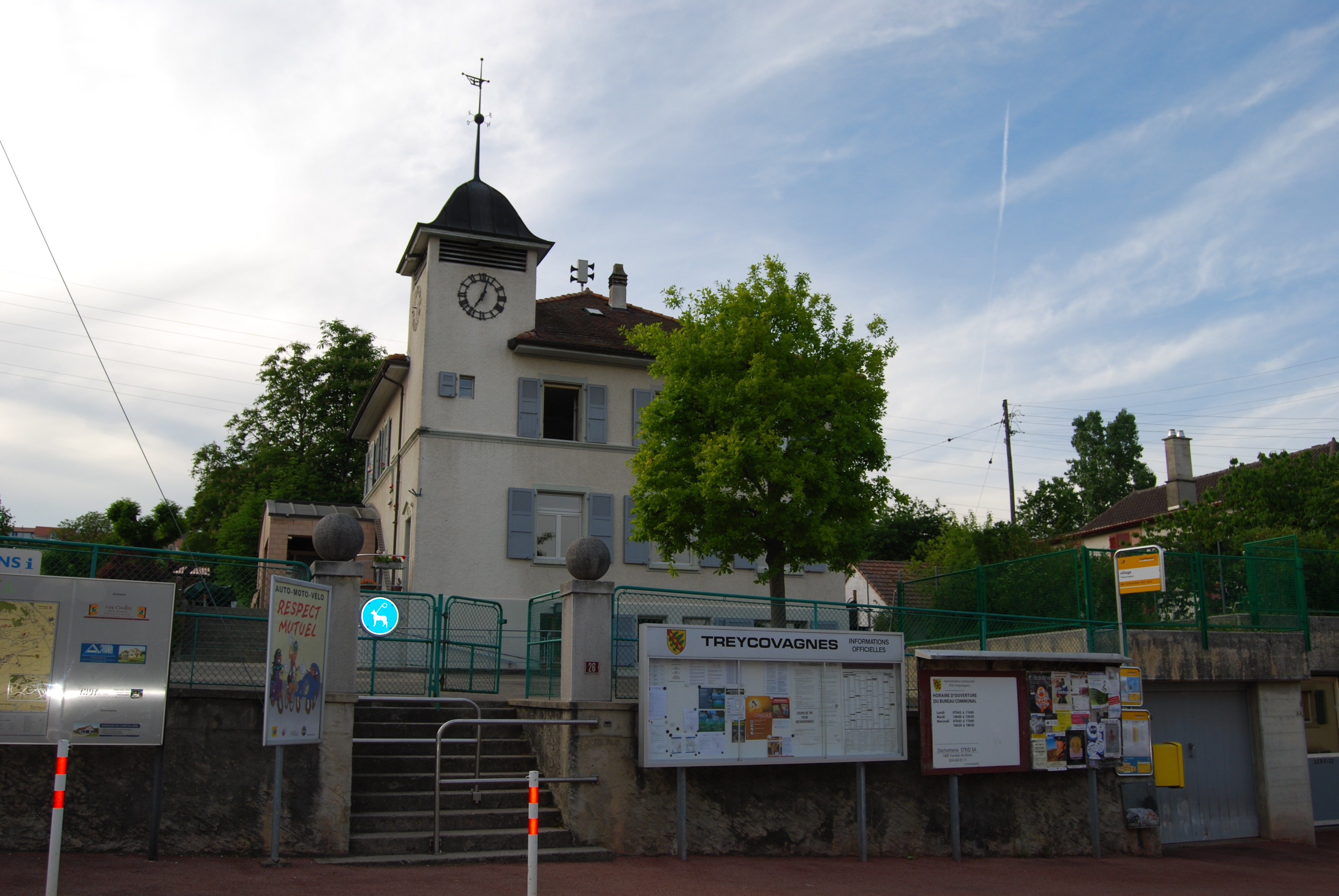
Schule
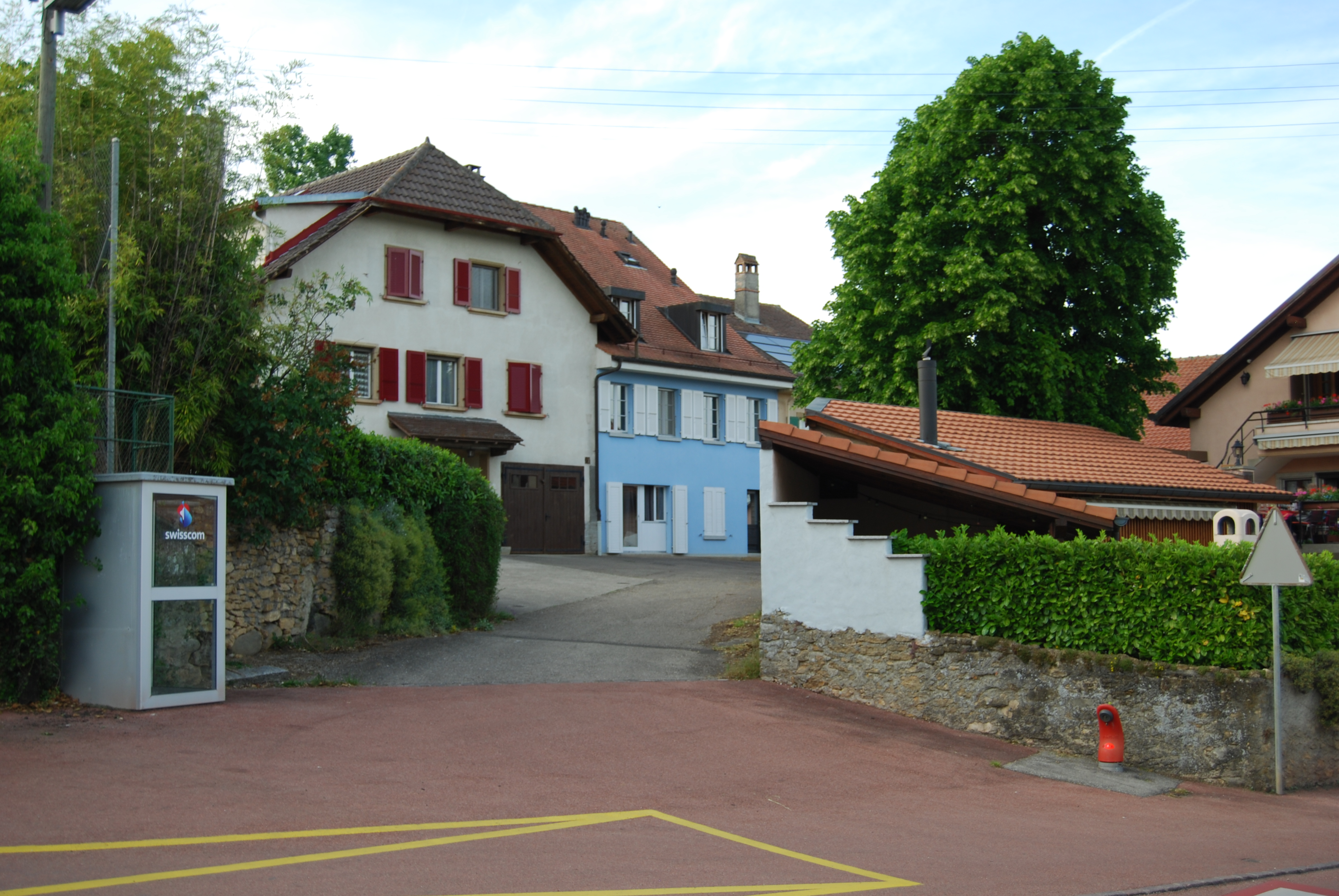
Dorfzentrum